# هانو رانتاکاری
هانو رانتاکاری (انگلیسی: Hannu Rantakari; ۸ ژانویهٔ ۱۹۳۹ – ۱ ژانویهٔ ۲۰۱۸) ژیمناست هنری اهل فنلاند بود.
وی در مسابقات کشوری و بین‌المللی در مجموع برندهٔ ۱ مدال برنز شده‌است.